# Piotr Ludwiczak
Piotr Mateusz Ludwiczak (ur. 1 maja 1996) – polski pływak specjalizujący się w stylu dowolnym.
W 2023 roku podczas uniwersjady w Chengdu zdobył złoty medal w sztafecie 4 × 100 m stylem dowolnym.
Na mistrzostwach Europy w Belgradzie w czerwcu 2024 z czasem 21,90 zajął czwarte miejsce w konkurencji 50 m stylem dowolnym.